# Frances Cleveland
Frances Clara Folsom Cleveland Preston (Buffalo, 21 de junho de 1864 – Baltimore, 29 de outubro de 1947) foi a esposa do presidente Grover Cleveland e a primeira-dama dos Estados Unidos de 1886 a 1889 e posteriormente entre 1893 e 1897. Casando-se com Cleveland aos 21 anos de idade, ela é até hoje a mais jovem primeira-dama da história dos Estados Unidos. Após a morte de seu marido, ela casou-se novamente em 1913 com o professor Thomas J. Preston, Jr., permanecendo com ele até sua morte em 1947. Ela foi enterrada em Princeton, ao lado de Cleveland.